# Zanthoxylum vitiense
Zanthoxylum vitiense är en vinruteväxtart som beskrevs av Albert Charles Smith. Zanthoxylum vitiense ingår i släktet Zanthoxylum och familjen vinruteväxter. Inga underarter finns listade i Catalogue of Life.